# Cháy rừng ở Hy Lạp 2018
Một loạt các vụ cháy rừng đã diễn ra ở Hy Lạp bắt đầu tại các khu vực ven biển Attica vào tháng 7 năm 2018. Tính đến ngày 25 tháng 7, 81 người được xác nhận đã chết. 164 người lớn và 23 trẻ em đã được đưa đến bệnh viện, bao gồm 11 người lớn trong tình trạng nghiêm trọng. Những đám cháy này là thảm họa thiên nhiên gây chết người nhiều nhất ở Hy Lạp kể từ vụ cháy rừng ở Hy Lạp năm 2007 đã giết chết 84 người.
Hơn 700 cư dân đã được sơ tán, hoặc giải cứu chủ yếu từ khu vực của ngôi làng ven biển Mati, nơi những người cứu hộ tìm thấy 26 xác chết bị mắc kẹt chỉ cách biển vài mét, dường như ôm nhau khi họ chết. Thuyền cũng vớt lên những xác chết trên biển, và giải cứu hàng trăm người từ bãi biển và trên biển. Mười người chết đuối khi thuyền cứu họ khỏi một khách sạn ở Mati bị lật úp.
Hy Lạp đã triển khai toàn bộ hạm đội máy bay chữa cháy và hơn 250 xe cứu hỏa, cũng như hơn 600 lính cứu hỏa. Thủ tướng Hy Lạp Alexis Tsipras tuyên bố tình trạng khẩn cấp tại Attica, và tuyên bố tang lễ quốc gia kéo dài 3 ngày, ông nói trên truyền hình, "Đất nước đang trải qua thảm kịch không thể diễn tả được". Ý, Đức, Ba Lan, Israel, Pháp, Tây Ban Nha và Cyprus đã giúp hoặc viện trợ cho Hy Lạp.

## Diễn biến
Vào ngày 23 tháng 7 năm 2018 lúc 13:00 EET, một đám cháy rừng bắt đầu ở phía tây của Athens gần Kineta. Một vài giờ sau đó, một đám cháy rừng thứ 2 xảy ra tại phía bắc của Athens gần Penteli. Vì gió thổi rất mạnh trong khu vực, lên tới 124 km/h  (12 Beaufort), cả hai đám cháy đã lan ra nhanh chóng. Đám cháy ở Kineta đã thiêu đốt nhà cửa trong khu vực, trong khi đám cháy ở Penteli hướng về phía bờ biển, nơi nó bắt đầu thiêu hủy các nơi ở Neos Voutzas và Mati. Các ngọn lửa bùng cháy dữ dội đến nỗi nhiều người không ra được khỏi nhà và bị chết thiêu trong đó, những người khác chết trong xe hơi, hay chỉ các bờ biển vài mét. Hàng ngàn xe hơi và nhà cửa bị cháy thiêu trước khi các ngọn lửa được dập tắt vài giờ sau đó. Toàn thể một trại hè bao gồm 620 trẻ em đã phải di tản qua đêm.